# Oktogen
Oktogen (homociklonit, HMX, LX 14-0, HW 4, C4H8N8O8) je tvorničko ime proizvoda; kemijskog naziva ciklotetramerilen-tetranitramin. To je bijela kristalna tvar netopljiva u vodi, koja se dobiva djelovanjem dušične kiseline na urotropin. To je jak brizantan eksploziv velike detonacijske brzine, koji zagrijavanjem do 330 °C snažno eksplodira. Upotrebljava se, najčešće pomiješan s voskom, za izradbu plastičnih eksploziva, a primjenjuje se u perforacijskoj tehnici pri izradbi naftnih bušotina, te za probijanje prolaza u visokim pećima.